# Han-devant-Pierrepont
Han-devant-Pierrepont ist eine französische Gemeinde mit 146 Einwohnern (Stand: 1. Januar 2022) im Département Meurthe-et-Moselle (bis 1997: Département Meuse) in der Region Grand Est (bis 2015 Lothringen). Sie gehört zum Arrondissement Val-de-Briey und ist Mitglied im Gemeindeverband Communauté de communes Terre Lorraine du Longuyonnais. 

## Geografie
Han-devant-Pierrepont liegt im nördlichen Teil des Départements an der Grenze zum benachbarten Département Meuse, etwa 80 Kilometer nordwestlich von Metz am Crusnes, der die Gemeinde im Nordosten begrenzt. Nachbargemeinden von Han-devant-Pierrepont sind Pierrepont im Norden, Boismont im Nordosten und Osten, Mercy-le-Bas im Osten und Südosten, Saint-Supplet im Südosten und Süden, Saint-Pierrevillers (Département Meuse) im Südwesten und Westen sowie Arrancy-sur-Crusnes (Département Meuse) im Westen und Nordwesten.

## Bevölkerungsentwicklung

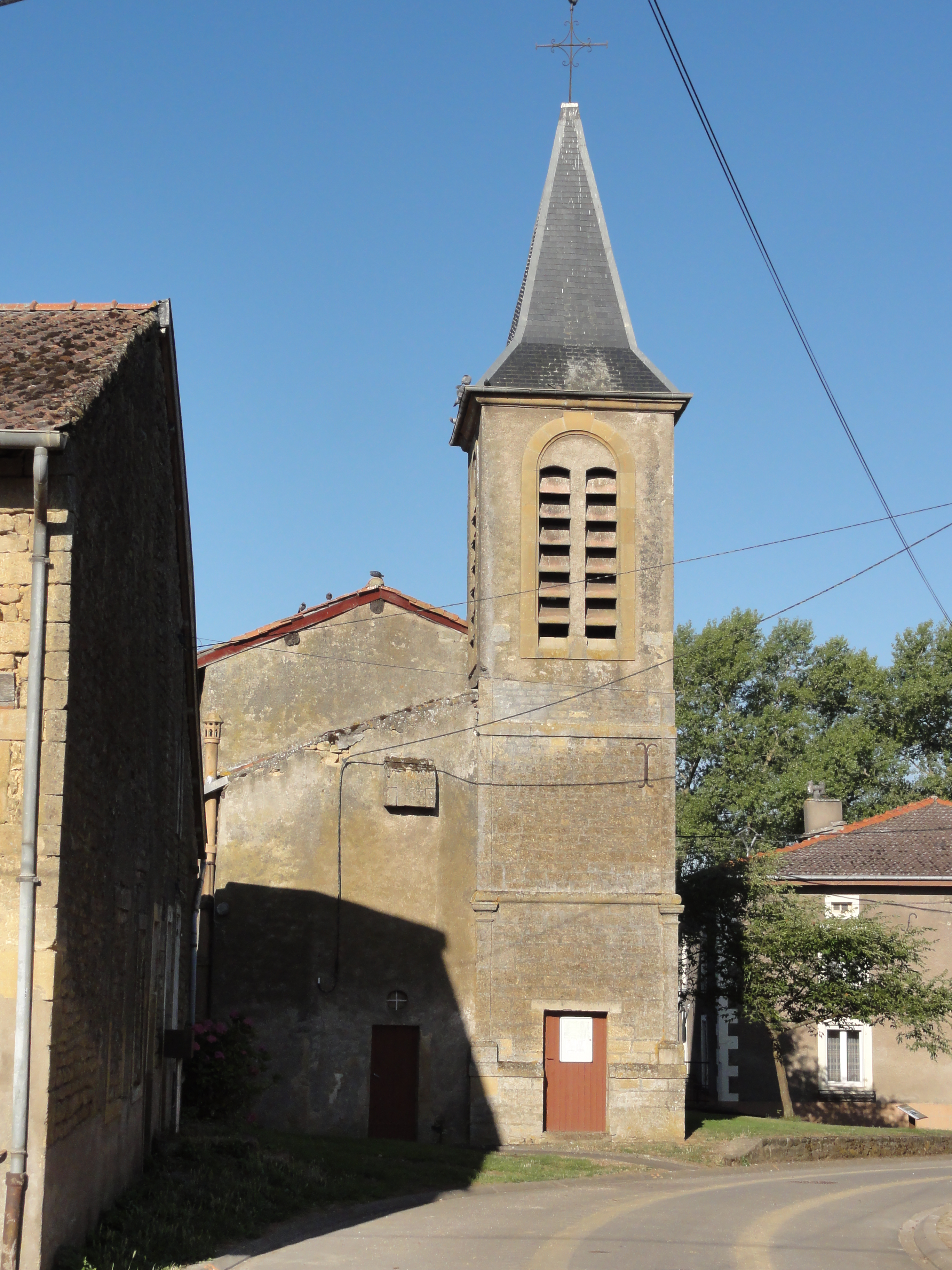
Kirche Saint-Pierre-et-Saint-Paul

| Jahr                       | 1962 | 1968 | 1975 | 1982 | 1990 | 1999 | 2006 | 2019 |
| Einwohner                  | 169  | 141  | 105  | 118  | 121  | 115  | 127  | 148  |
| Quellen: Cassini und INSEE |      |      |      |      |      |      |      |      |

## Sehenswürdigkeiten
- Kirche Saint-Pierre-et-Saint-Paul, 1933 errichtet auf den Trümmern des im Ersten Weltkrieg zerstörten Vorgängerbaus aus dem 12. bis 18. Jahrhundert